# 守谷地区交番

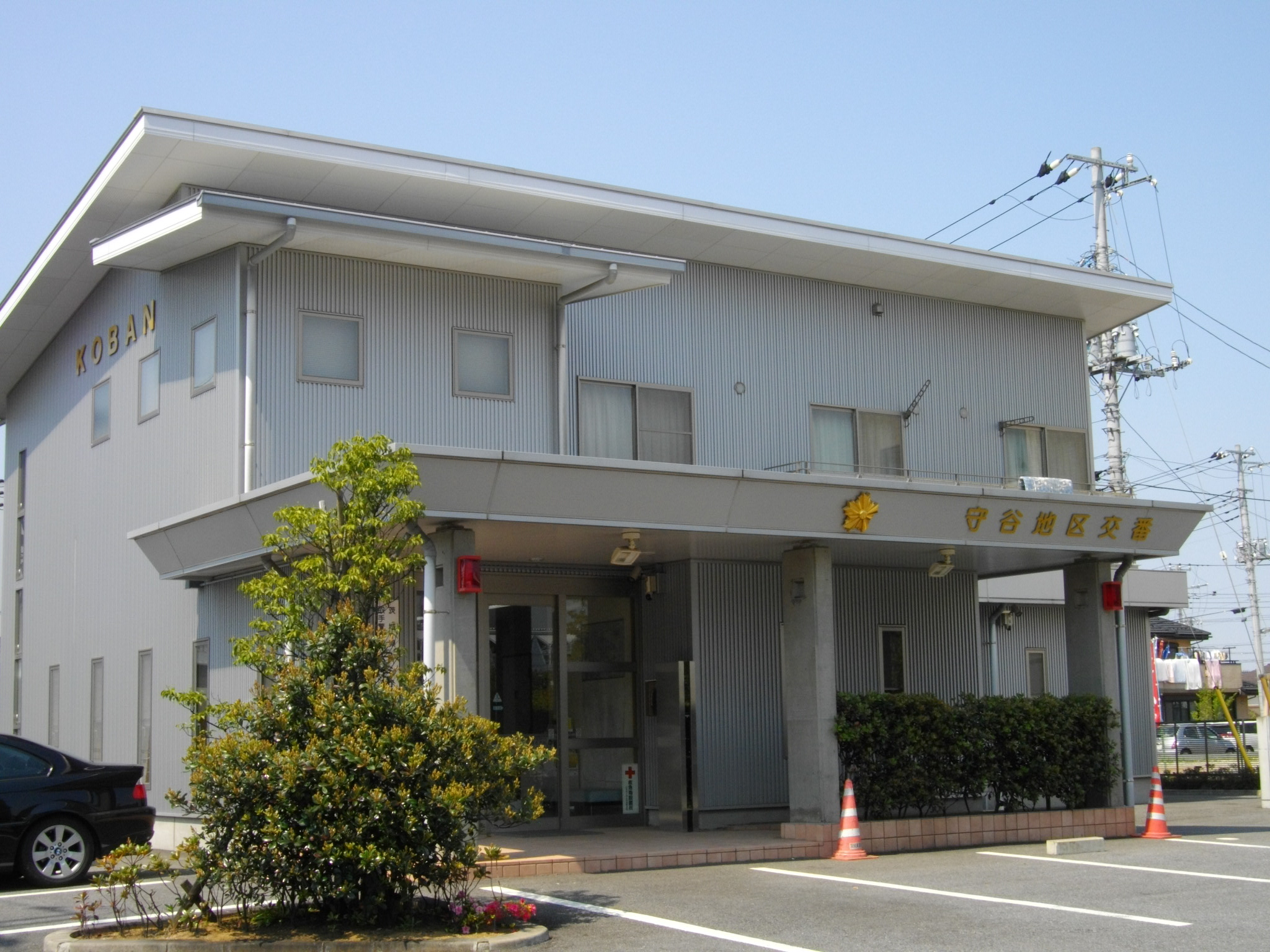
守谷地区交番

守谷地区交番（もりやちくこうばん）は、茨城県守谷市中央一丁目にある、茨城県取手警察署の地区交番である。

## 概要
守谷市中部を管轄する、守谷市内で最も大きい交番である。守谷駅に程近い国道294号沿いに位置する。1995年（平成7年）4月に久保ケ丘交番が開設されるまでは守谷市唯一の交番であった。各種申請・届出事務が可能な地区交番となっている。
以前は｢守谷警察官幹部派出所｣の名称で、関東鉄道常総線の東側、守谷甲2212番地7（現:中央三丁目）に置かれていた。また、建て替えを行うために、1981年（昭和56年）1月12日～5月22日までは守谷甲2542番地（元簡易水道事務所）に一時移転していたこともあった。それから24年後の2005年（平成17年）3月10日に、首都圏新都市鉄道つくばエクスプレス開通に伴う土地区画整理事業により、関東鉄道常総線の西側、守谷駅中央西口ロータリー入口と国道294号の交点北東側に移転開所した。守谷市景観条例
に基づき、周囲と調和した色となっており、2階ベランダ部は近隣にあるつくばエクスプレス守谷駅の駅舎を模したデザインになっている。

### 住所
- 守谷市中央一丁目19番地8

## 受持区域
守谷市のうち
- 赤法花
- 大柏
- 中央一丁目～四丁目
- 同地
- 野木崎
- ひがし野一丁目～三丁目
- 本町
- 松ケ丘一丁目～七丁目
- 松並
- 百合ケ丘 一丁目～三丁目

常総ニュータウン南守谷地区のうち、松ケ丘のみが含まれる。守谷市で最も大規模区画整理地の管轄区域の狭い交番である。

## 沿革
- 1981年（昭和56年）1月12日 建て替えのため、守谷甲2542番地（元簡易水道事務所）に一時移転。
- 1981年（昭和56年）5月22日 建て替え完了のため、再度移転。
- 2005年（平成17年）3月10日 区画整理に伴い、守谷甲2212番地7より現在地に移転[4]。
- 2010年（平成22年） 2月27日 町名地番整理により、住所が守谷市中央一丁目19番地8となる[5]。

## 最寄駅
- 首都圏新都市鉄道つくばエクスプレス・関東鉄道常総線守谷駅

## その他
- 配置警察官は所長以下14名
- 敷地面積767m2、延床面積249.66m2（木造2階建）